# 126 a. C.
El año 126 a. C. fue un año del calendario romano prejuliano. En el Imperio romano, fue conocido como el año 628 Ab Urbe condita.

## Acontecimientos
- Tiro se rebela con éxito frente al Imperio seléucida.
- Seleuco V Filometor sucede a su padre Demetrio II como rey del Imperio seléucida. Debido a su juventud, su madrastra Cleopatra Tea actúa como regente.

## Fallecimientos
- Cayo Sempronio Graco.